# Modern Physics Letters A
 (février 2025).
 (février 2025).
Si vous disposez d'ouvrages ou d'articles de référence ou si vous connaissez des sites web de qualité traitant du thème abordé ici, merci de compléter l'article en donnant les références utiles à sa vérifiabilité et en les liant à la section « Notes et références ».
Modern Physics Letters A (MPLA) est la première d'une série de revues publiées par World Scientific sous le titre Modern Physics Letters . Elle couvre spécifiquement les articles de recherche sur la gravitation, la cosmologie, la physique nucléaire, les particules et les champs.

## Revues connexes
- - Modern Physics Letters B
  - International Journal of Modern Physics A
  - International Journal of Modern Physics D
  - International Journal of Modern Physics E

## Résumé et indexation
Selon le Journal Citation Reports, la revue avait en 2021 un facteur d'impact de 1,594. La revue est résumée et indexée dans :
- Science Citation Index
- SciSearch
- ISI Alerting Services
- Current Contents/Physical, Chemical & Earth Sciences
- Astrophysics Data System (ADS) Abstract Service
- Mathematical Reviews
- Inspec
- Zentralblatt MATH